# Sergey Dmitriyev
Sergey Dmitriyev (en ruso: Сергей Игоревич Дмитриев; Leningrado, RSFS de Rusia; 19 de marzo de 1964 – San Petersburgo, 26 de diciembre de 2022) fue un futbolista, y entrenador de fútbol ruso que jugaba en la posición de delantero.

## Biografía
Nació el 19 de marzo de 1964 y creció en Leningrado, en el distrito de Kalininsky. Durante su infancia jugó en la escuela de deportes del distrito desde segundo hasta sexto grado. Su primer entrenador fue Mark Abramovich Rubin. Luego ingresó en la escuela de fútbol especializada de nueva creación "Change" (su entrenador era Gennady Ermakov), de la que finalmente se graduó.
Comenzó su carrera profesional en el Dynamo Leningrado, desde donde fue invitado en 1982 por Pavel Sadyrin al Zenit. Al principio jugó por el doblete, donde estuvo 18 partidos en la temporada y marcó 12 goles.
En otoño de 1982 debutó en el partido del club local ante el Metalist Járkov. Se ha publicado regularmente desde 1983. Jugó como delantero, pero no estuvo entre los máximos goleadores. Se destacaba en el campo por su potencia de juego, su velocidad y su tiro fuerte. En 1984 se convirtió en campeón nacional por primera vez.
Al final de la primera ronda de la temporada de 1986 recibió la primera lesión grave de su carrera: una fractura de tobillo en un partido en casa contra el Dnipro. El partido se jugó en el césped artificial SKK, que el día del partido se colocó directamente sobre una base de hormigón, lo que creó huecos entre el césped y el hormigón. Dmitriev pateó uno de los vacíos. La lesión le impidió luchar por el derecho a ir al Mundial de 1986 como parte de la selección.
Jugó seis partidos en la selección de la URSS y marcó un gol. También jugó un partido con la selección olímpica de la URSS (1985-1986, 1988). Fue medallista de plata del Campeonato de Europa de 1988 (no jugó un solo partido en el torneo debido a lesiones no curadas: una fisura en un dedo del pie y una hernia inguinal).
La lesión de 1986 y su tratamiento inadecuado (la pierna no se unió correctamente; debido a la desalineación, se colocó una gran carga sobre la rodilla) predeterminaron la naturaleza posterior de las lesiones, principalmente problemas con las rodillas.
En 1989, debido a conflictos en el Zenit, decidió marcharse al Dínamo de Moscú. Jugó cuatro partidos y estuvo fuera de acción por una lesión de menisco. En ese momento, Pavel Sadyrin recordó a Dmitriev y volvió a llamar al jugador a su equipo, esta vez al CSKA. Al final de la temporada, el jugador fue operado y recibió tiempo para un período de recuperación. Esto eventualmente lo ayudó a obtener la condición de juego necesaria y ayudó al club a convertirse en el medallista de plata del Campeonato de la URSS en 1990.
En el invierno de 1991, durante los partidos de control en España, recibió una invitación del club de la 2.ª división del campeonato de España "Jerez". Habiendo recibido el consentimiento de la dirección del CSKA, firmó un contrato hasta el final de la temporada 1990/91. Inicialmente, el jugador fue llamado a la posición de delantero y en el primer partido marcó dos goles para el nuevo club. Sin embargo, el principal delantero del equipo se recuperó en la siguiente ronda y Dmitriyev fue enviado a jugar en el lugar del mediocampista derecho. Al final de la temporada, "Jerez" fue relegado a la 3.ª División y Dmitriyev regresó a Moscú [4].
Al final de la temporada de 1991, ganó la Copa de la URSS 1990/91 y el campeonato de la URSS de 1991 como parte del CSKA.
En los campeonatos de la URSS jugó 170 partidos y anotó 46 goles.
En 1991, mientras jugaba en partidos de la Copa de Europa contra la Roma italiana, llamó la atención de los ojeadores de varios clubes de la Serie A. Sin embargo, según el propio Dmitriyev, no esperó la ventana de fichajes y por mediación de la esposa del futbolista, Yevgeny Milevsky, pasó al campeonato de Austria, donde jugó en el club Stahl Linz. Al mismo tiempo, se estableció en el contrato que todos los derechos del jugador durante tres años pertenecerían a su agente, el Dr. Petershelko [5]. Como resultado, esto influyó en toda la carrera extranjera de Dmitriev, ya que el propio agente decidió dónde jugaría el futbolista [6]. En Austria jugó solo doce partidos en un año, y a mediados de la temporada 1992/93 fichó por el St. Gallen suizo.”, donde en el torneo de transición por el derecho a jugar en las Grandes Ligas disputó catorce partidos y anotó nueve goles.
También jugó para el club de segunda División israelí Hapoel Ashkelon y el club alemán de tercera división Beckum.
En 1995 volvió a San Petersburgo, a jugar en el Zenit. Esa temporada, el equipo regresó a las grandes ligas y Dmitriev, de 31 años, anotó catorce goles. Sin embargo, al año siguiente el gerente austriaco volvió a acordarse de él, exigiendo una compensación para el jugador por un monto de 30 mil dólares. Como resultado, Vitaly Mutko ayudó a resolver el problema, y Dmitriyev ya fue declarado para la segunda ronda y podría jugar.
En la segunda mitad de la temporada de 1997 fue llamado de urgencia al Spartak de Moscú, donde se suponía que debía reemplazar a los lesionados Kechinov y Buznikin. Sin embargo, el club tuvo un partido preliminar de la Liga de Campeones sin éxito contra Kosice y Dmitriyev regresó a San Petersburgo al final de la temporada. Se perdió la primera mitad de la temporada de 1998 debido a una suspensión de seis meses, que le fue impuesta por declaraciones sobre un supuesto partido amañado de la última jornada de la temporada de 1996, Zenit - Spartak (Moscú), que supuestamente ganarían los moscovitas.
En los campeonatos de Rusia jugó 25 partidos y marcó dos goles.
En 1998-1999 jugó para el Dynamo Petersburg; luego, en 1999, jugó trece partidos para el Kristall Smolensk. En 2000-2001 jugó para Svetogorets, preparándose para la profesión de entrenador. [fuente no especificada, 586 días]
```
"Golpeador poderoso, rápido y asertivo, se distinguía por su valentía en las artes marciales, la capacidad de retener el balón si era necesario y poseer un fuerte golpe".
```

- Enciclopedia "Fútbol ruso durante 100 años". Octubre de 1997 [7].
En 2002 trabajó como entrenador del St. Petersburg Dynamo, en 2004-2005 fue entrenador del Anzhi, ayudó a Dmitry Galyamin. También trabajó como entrenador en los equipos " Spartak " (NN), " Petrotrest ", " Saturno-2 ". En 2010 trabajó como asistente de Maxim Bokov en Volga Tver [8 ]. En la temporada 2011/12 entrenó a Karelia Petrozavodsk. Desde el 2 de junio de 2012 hasta 2014, fue el entrenador en jefe del FC Petrotrest/Dynamo St. Petersburg.[9] Del 28 de marzo [10] al 29 de abril [11] de 2013 - entrenador en jefe interino del club.
En 2015 fue el entrenador en jefe del equipo juvenil Sakhalin [12]. Desde febrero de 2016, entrenador en jefe del equipo juvenil " Tosno " [13]. Desde 2019 era entrenador de la Escuela de Deportes Zenit.[14] Un equipo de jugadores nacido en 2003 dirigido por Dmitriyev y Yuri Shumilov en 2019 se convirtió en el ganador de la Copa Riga 2019 [15] y el campeonato ruso entre equipos de escuelas deportivas.[16]
El ex delantero ruso Sergei Dmitriev murió el 26 de diciembre, anunció Zenit St. Petersburg. Petersburg, uno de sus antiguos clubes.
"Zenit expresa sus condolencias a la familia y amigos de Sergej Dmitriyev. El legendario delantero nerazzurro falleció el 26 de diciembre", dice el comunicado de prensa del club.
Sergey Dmitriev nació en Leningrado el 19 de marzo de 1964. Debutó en el Zenit a los 18 años y jugó en el Leningrado (luego Zenit San Petersburgo) durante 8 años.
Para Zenit, el delantero ganó el campeonato de la URSS.
Durante su larga carrera, Dmitriev jugó para Dynamo Moscow, CSKA y Spartak Moscow, representó a Tyumen, Svetogorets y Smolensk. También tocó en España, Austria, Suiza, Israel y Alemania.
Jugó para la URSS más de una vez.
El club agregó: "Azul-Blanco-Blanco-Azul extiende sus más sinceras condolencias a la familia y amigos del legendario jugador".
Como entrenador, Dmitriev se hizo cargo principalmente del Dinamo desde St. Petersburg, dirigió más recientemente al Tosna U21 de 2016 a 2018.
La causa de la muerte no ha sido revelada.
La gente reacciona a las noticias en las redes sociales.
"Un recuerdo eterno. Que descanse en paz", tuiteó una persona.

## Muerte
Murió el 26 de diciembre de 2022, a la edad de 59 años, tras una larga y grave enfermedad.

## Carrera

### Club
| Periodo   | Club                       |
| --------- | -------------------------- |
| 1981–1982 | FC Dynamo Leningrad        |
| 1982–1988 | Zenit Leningrad            |
| 1989      | FC Dynamo Moscow           |
| 1989–1990 | PFC CSKA Moscow            |
| 1990–1991 | Xerez CD                   |
| 1991      | PFC CSKA Moscow            |
| 1991–1993 | FC Stahl Linz              |
| 1993–1994 | FC St. Gallen              |
| 1993–1994 | Hapoel Ashkelon FC         |
| 1994–1995 | SpVgg Beckum               |
| 1995–1996 | FC Zenit Saint Petersburg  |
| 1997      | FC Tyumen.                 |
| 1997      | FC Spartak Moscow          |
| 1998–1999 | FC Dynamo Saint Petersburg |
| 1999      | FC Kristall Smolensk       |
| 2001–2002 | FC Svetogorets Svetogorsk  |

### Selección nacional
Jugó para Unión Soviética de 1985 a 1988 en seis partidosdonde anotó un gol, el cual fue en la semifinal de la Copa Nehru ante Marruecos el 2 de febrero de 1985.Formó parte de la selección que participó en la Eurocopa 1988 pero no jugó.

### Entrenador
| Periodo   | Club                                 |
| --------- | ------------------------------------ |
| 2006–2007 | FC Dynamo Saint Petersburg           |
| 2008      | Brunéi                               |
| 2011–2012 | FC Karelia Petrozavodsk              |
| 2013      | FC Petrotrest Saint Petersburg       |
| 2015      | FC Sakhalin Yuzhno-Sakhalinsk (U-21) |
| 2016–2018 | FC Tosno (U-21)                      |
| 2019-2021 | SSOR Zenith                          |

## Logros

### Jugador
- Soviet Top League (2): 1984, 1991.
- Soviet Cup (1): 1991.
- Russian Top League (1): 1997.
- Russian Cup (1): 1998.

### Entrenador
- Copa Riga (1): 2019.[13]

### Individual
- Mejor jugador de la Liga Premier de Rusia en 1995.[14]